# لیگیا ۱۲۶۱
سیارک ۱۲۶۱ (به انگلیسی: 1261 Legia، نامگذاری:1933FB) هزار و دویست و شصت و یکمین سیارک کشف شده‌است که در ۲۳ مارس ۱۹۳۳ کشف شد.
قدر مطلق سیارک برابر ۱۱٫۰۰ است.